# Peter Baumberger

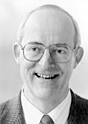
Peter Baumberger

Peter Baumberger (* 3. September 1942 in Winterthur; heimatberechtigt in Winterthur und Balterswil; † 7. September 2019) war ein Schweizer Politiker (CVP).
Baumbergers erstes politisches Amt war im Gemeinderat (Legislative) von Winterthur in den Jahren 1974 bis 1986 (Präsident 1984/1985). Am 25. November 1991 wurde er in den Nationalrat gewählt. Er hatte dort Einsitz in der Kommission für Umwelt, Raumplanung und Energie und der Kommission für öffentliche Bauten, wobei er erstere 1993 bis 1995 präsidierte und letztere von 1997 bis 1999. Am 5. Dezember 1999 schied er aus dem Amt aus.
Der promovierte Jurist und Rechtsanwalt war verheiratet und Vater von zwei Kindern. In der Schweizer Armee war er Hauptmann.